# Kyrkjedalshalsen
Kyrkjedalshalsen (norwegisch für Kirchtalnacken) ist ein vereister Bergsattel im ostantarktischen Königin-Maud-Land. Im Mühlig-Hofmann-Gebirge liegt er zwischen der Geßnerspitze und dem Habermehlgipfel.
Norwegische Kartographen, die ihn auch benannten, kartierten ihn anhand von Luftaufnahmen und Vermessungen der Dritten Norwegischen Antarktisexpedition (1956–1960).